# 嘉州
嘉州（かしゅう）は、中国にかつて存在した州。南北朝時代から南宋にかけて、現在の四川省楽山市一帯に設置された。

## 魏晋南北朝時代
562年（保定2年）、北周により眉州が分割されて青州が設置された。579年（大成元年）、青州は嘉州と改称された。
『元和郡県志』では南朝梁により設置されたと記載されているが、『北周地理志』では北周により設置された青州を改めたものとし、また『輿地紀勝』でも別資料を引用して同様の記載があり、両者は別の存在であることが考証されている。

## 隋代
583年（開皇3年）、隋が郡制を廃すると、嘉州の属郡の平羌郡は廃止された。605年（大業元年）、嘉州は廃止され、属県の平羌県は眉州に移管された。

## 唐代
618年（武徳元年）、唐により眉山郡は嘉州と改められた。742年（天宝元年）、嘉州は犍為郡と改称された。758年（乾元元年）、犍為郡は嘉州の称にもどされた。嘉州は剣南道に属し、竜游・平羌・峨眉・夾江・犍為・玉津・綏山・羅目の8県を管轄した。

## 宋代
993年（淳化4年）、北宋により眉州の洪雅県は嘉州に移管された。1196年（慶元2年）、南宋により嘉州は嘉定府に昇格した。嘉定府は成都府路に属し、竜游・峨眉・洪雅・夾江・犍為の5県と豊遠監を管轄した。